# 나가사키정 (야마가타현)
나가사키정(長崎町)은 야마가타현 히가시무라야마군에 설치되었던 정이다.